# Luc Panhuysen
Lucas Henricus Maria (Luc) Panhuysen (Den Haag, 1962) is een Nederlands historicus en journalist.

## Leven en werk
Panhuysen studeerde geschiedenis aan de Universiteit van Groningen. Hij werkte daarna tien jaar als journalist bij het Parool en de Groene Amsterdammer. Zijn eerste historische publicaties betroffen minibiografieën van Rousseau en Lord Byron. Zijn studie over de wederdopers werd herdrukt en gevolgd door een aparte uitgave over Jan van Leiden, een van de radicale leiders van de wederdopers. Vervolgens schreef hij een omvangrijke dubbelbiografie over de gebroeders Johan en Cornelis de Witt. Over het 'Rampjaar' 1672, waarin zij vermoord werden, verscheen in 2009 zijn historische studie Rampjaar 1672. Naar aanleiding van zijn studie over de gebroeders de Witt werd eind 2005/begin 2006 in het Dordrechts Museum een tentoonstelling gehouden met als titel Gebroeders de Witt: macht en onmacht in de gouden eeuw. Panhuysen vervulde de rol van gastconservator bij deze tentoonstelling. In 2016 verscheen zijn Oranje tegen de Zonnekoning : De strijd van Willem III en Lodewijk XIV om Europa. Voor dit boek werd hij genomineerd voor de Libris Geschiedenis Prijs 2017. Het beleefde vele herdrukken.

## Werken
- Rousseau: Beknopte biografische schets van de Franse filosoof en pedagoog, uitg. Mets/Passatempo, Amsterdam, 1991, ISBN 90-5330-036-8
- Lord Byron: Beknopte levensschets van de Britse dichter, uitg. Mets/Passatempo Amsterdam, 1992, ISBN 90-5330-056-2 (secundaire auteur: Sjoerd de Jong)
- De beloofde stad: opkomst en ondergang van het koninkrijk der wederdopers uitg. Atlas, 1e dr 2000, 2e dr. 2008, ISBN 978-90-467-0188-1
- Jantje van Leiden, uitg. Verloren, Hilversum, 2001, ISBN 90-6550-461-3
- De ware vrijheid: De levens van Johan en Cornelis de Witt, uitg. Atlas, 2005, ISBN 978-90-450-0028-2
- Rampjaar 1672: hoe de Republiek aan de ondergang ontsnapte, uitg. Atlas, 2009, ISBN 978-90-450-1328-2
- Een Nederlander in de wildernis : de ontdekkingsreizen van Robert Jacob Gordon in Zuid-Afrika, Nieuw Amsterdam, 2010, ISBN 978-90-8689-066-8
- Oranje tegen de Zonnekoning : De strijd van Willem III en Lodewijk XIV om Europa, Atlas Contact, Amsterdam/Antwerpen, 2016, ISBN 978-90-450-2329-8
- Het monsterschip: Maarten Tromp en de armada van 1639, Atlas Contact, Amsterdam/Antwerpen, 2021, ISBN 978-90-450-4071-4
- De Burgerbaron: Joan Derk van der Capellen en het begin van de democratie, Atlas Contact, Amsterdam/Antwerpen, 2024, ISBN  9789045051161